# Nákle
| \| \| |
|       |

|  |

| \| \| |
|       |

|  |

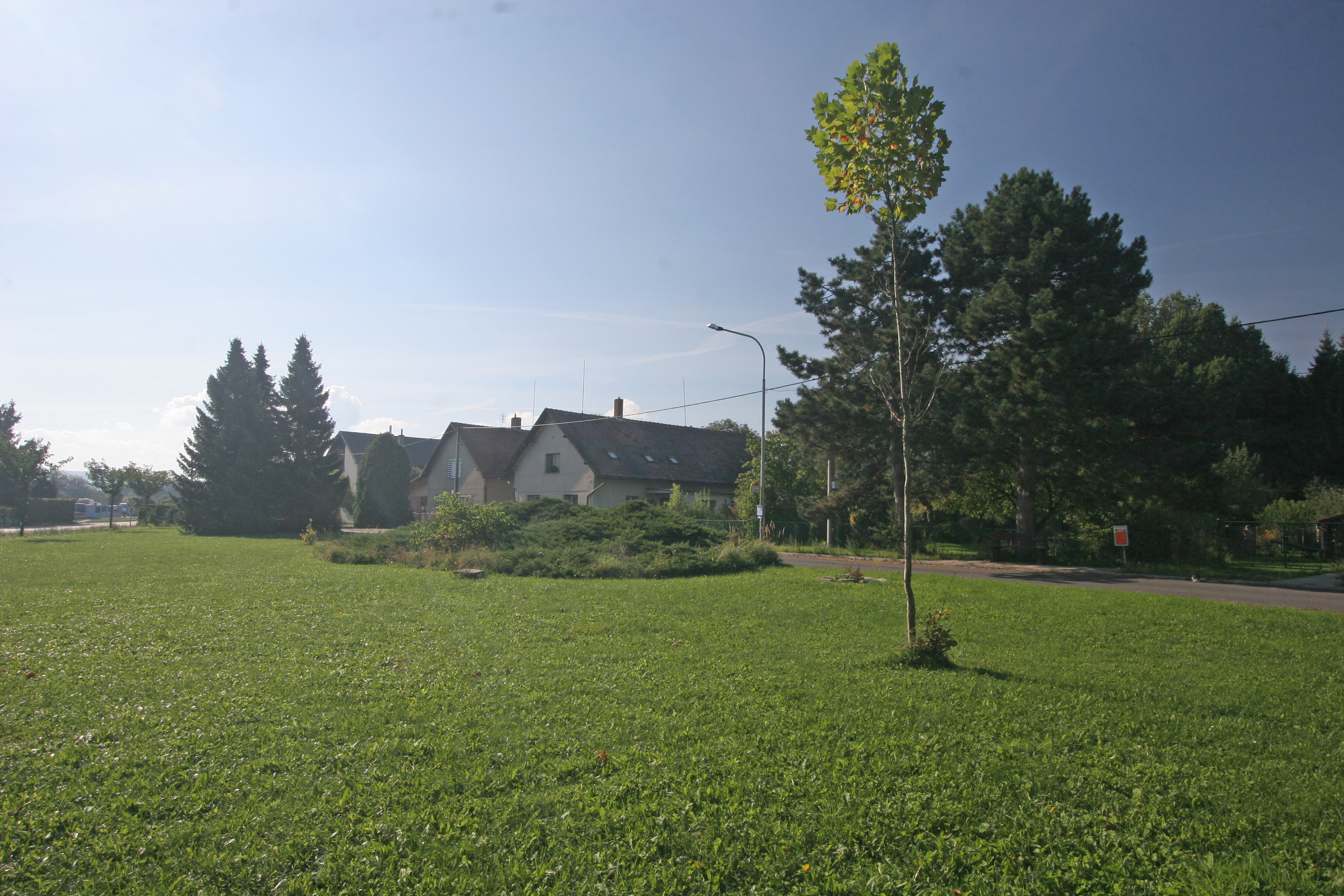
Dorfplatz

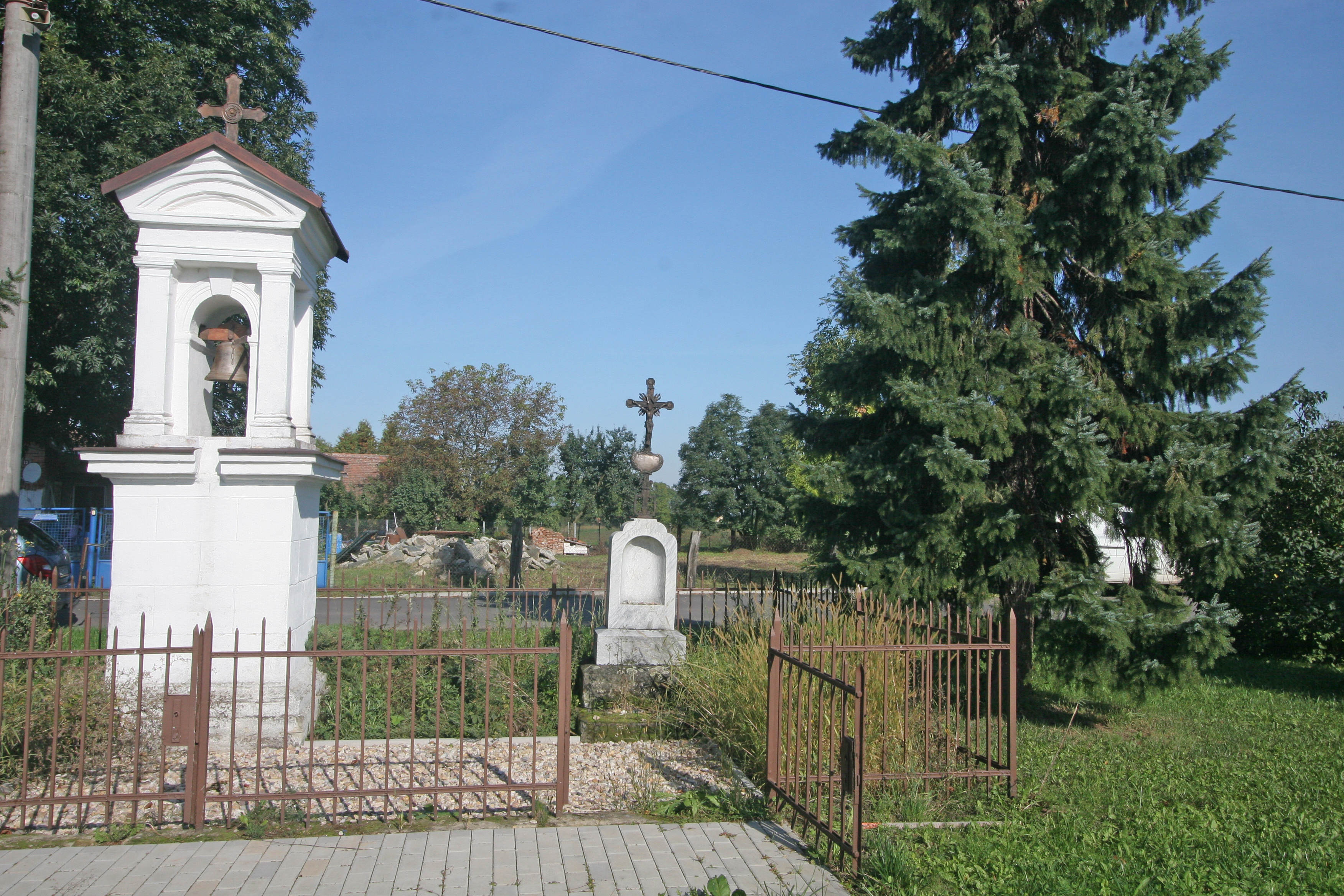
Glockenturm und Kreuz auf dem Dorfplatz

Nákle (deutsch Nakle) ist ein Dorf in Tschechien. Es liegt zwei Kilometer nördlich von Heřmanův Městec. Nákle gehört anteilig als Ortsteil zur Gemeinde Klešice im Okres Chrudim und als Grundsiedlungseinheit zur Gemeinde Svinčany im Okres Pardubice.

## Geographie
Nákle befindet sich beiderseits des Baches Jeníkovický potok (Slaukowitzer Bach) auf der Heřmanoměstecká tabule (Hermannstädtler Tafel). Im Ort liegt der Teich Nákelský rybník. Durch Nákle führt die Staatsstraße II/342 zwischen Heřmanův Městec und Valy, östlich des Dorfes verläuft die Přelouč–Prachovice. Im Norden erhebt sich der Chrast (284 m n.m.), westlich die Vysoká skála (336 m n.m.).
Nachbarorte sind Jeníkovice im Norden, Barchov, Cerhov  und Jezbořice im Nordosten, Klešice im Osten, Nová Doubrava und Nový Dvůr im Südosten, Heřmanův Městec und Průhon im Süden, Dolní Raškovice im Südwesten, Horní Raškovice, Svojšice und Cihelna im Westen sowie Chrtníky und Svinčany im Nordwesten.

## Geschichte
Nakle wurde 1789 durch den Besitzer der Herrschaft Heřmanův Městec, Johann Wenzel von Sporck auf Klešicer Meierhofsfluren als Gassendorf angelegt. In der ersten Hälfte des 19. Jahrhunderts entstand auch auf den zur Fideikommissherrschaft Choltitz gehörigen gegenüberliegenden Fluren von Svinčany eine kurze Häuslerzeile. Nachfolgende Grundherren waren ab 1798 die Freiherren von Greiffenclau und ab 1828 die Fürsten Kinsky.
Im Jahre 1835 bestand das im Chrudimer Kreis gelegene Dorf Nakle aus 12 Häusern, in denen 89 Personen lebten. Zu Nakle konskribiert waren die aus zwei Häusern bestehende Einschicht Wlastiegow (Vlastějov) und eine zur Stadtgemeinde Heřmanmiestetz gehörige Mühle, beide weit abgelegen bei Natscheschitz und Elisenthal. Pfarrort war Heřmanmiestetz. Bis zur Mitte des 19. Jahrhunderts blieb Nakle der Allodialherrschaft Heřmanmiestetz untertänig.
Nach der Aufhebung der Patrimonialherrschaften bildete Nakle ab 1849 einen Ortsteil der Gemeinde Klešice im Gerichtsbezirk Chrudim. Ab 1868 gehörte das Dorf zum politischen Bezirk Chrudim. Im Jahre 1869 lebten in den 13 Häusern von Nakle 99 Personen. Zu dieser Zeit war auch die auf Svinčaner Flur gelegene Zeile so weit angewachsen, dass sie ab 1877 zunächst unter dem Namen Nakel, dann ebenfalls Nakle bis zum Beginn des 20. Jahrhunderts als Ortsteil von Svinčany ausgewiesen wurde. Zwischen 1881 und 1882 wurde östlich von Nakle die Bahnstrecke Přelouč–Kalkpodol angelegt; ein Haltepunkt entstand jedoch nicht. Im Jahre 1900 lebten in Nakle 83 Personen, 1910 waren es 73. Der heutige Ortsname Nákle wird seit 1924 verwendet. 1976 wurde Nákle zusammen mit Klešice nach Heřmanův Městec eingemeindet. Der Svinčaner Anteil gehörte zwischen 1986 und 1990 zur Gemeinde Choltice. Zum 1. Januar 1992 lösten sich Klešice und Nákle von Heřmanův Městec los und bildeten die Gemeinde Klešice.
2001 lebten in den 17 Häusern des Ortsteiles Nákle 43 Personen.
Seit dem 11. April 2001 führt Nákle ein Ortswappen und -banner, das auf Beschluss der Gemeindevertreter von Klešice und Svinčany vom Graphiker Stanislav Valášek aus Heřmanův Městec entworfen wurde und für beide Anteile von Nákle gilt.

## Ortsgliederung
Nákle ist zwischen den Gemeinden Klešice und Svinčany geteilt. Der größere südliche Anteil bildet einen Ortsteil von Klešice und ist Teil des Katastralbezirks Klešice. Der nördliche Anteil ist eine Grundsiedlungseinheit von Svinčany und Teil des Katastralbezirks Svinčany.

## Sehenswürdigkeiten
- Kreuz und Glockenturm auf den Dorfplatz
- historisches Spritzenhaus